# Genowefa Rejman
Genowefa Zofia Rejman (ur. 15 maja 1925 w Moszczenicy Niżnej, zm. 14 października 2011 w Warszawie) – polska prawnik i teoretyk prawa, profesor nauk prawnych, nauczyciel akademicki Uniwersytetu Warszawskiego, posłanka na Sejm PRL VIII kadencji (1980–1985).

## Życiorys
Córka Wojciecha i Marii. W 1953 ukończyła studia na Wydziale Prawa Uniwersytetu Warszawskiego, gdzie przeszła też inne szczeble kariery naukowej. Wykładała na Wydziale Prawa i Administracji UW (ochronę prawnokarną środowiska i prawo karne) oraz na Wydziale Administracji Wyższej Szkoły Administracji w Ostrołęce. Na UW była zastępcą dyrektora Instytutu Prawa Karnego, a także przez wiele lat kierownikiem Zakładu Prawa Karnego. W 1996 uzyskała tytuł naukowy profesora nauk prawnych.
Od 1945 należała do Stronnictwa Ludowego, a od 1949 do Zjednoczonego Stronnictwa Ludowego, w którym dwukrotnie zasiadała w Komitecie Wojewódzkim. Od 1966 do 1970 była działaczką Komisji Kobiet. Działała też w komisjach prawniczych. Z ramienia ZSL w latach 1980–1985 pełniła mandat posłanki na Sejm PRL VIII kadencji w okręgu Warszawa Praga-Południe. Zasiadała w Komisjach Nauki i Postępu Technicznego (później: Oświaty, Wychowania, Nauki i Postępu Technicznego), Prac Ustawodawczych oraz Nadzwyczajnej do rozpatrzenia projektu ustawy o Radach Narodowych i Samorządzie Terytorialnym. Po odejściu z pracy parlamentarnej powróciła do zawodu wykładowcy.
Była honorowym patronem Europejskiego Ośrodka Studiów Penologicznych UW, a także prezesem Towarzystwa Naukowego Prawa Karnego. Autorka kilku monografii oraz podręczników.
Zmarła 14 października 2011. Pochowana na cmentarzu ewangelicko-augsburskim w Warszawie (aleja 51, grób 11).

## Odznaczenia
Była odznaczona Złotym Krzyżem Zasługi i Krzyżem Kawalerskim Orderu Odrodzenia Polski. 

## Wybrane publikacje
- Usiłowanie przestępstwa w prawie polskim: problem „bezpośredniości”, Państwowe Wydawnictwo Naukowe, Warszawa 1965.
- Odpowiedzialność karna za niewłaściwe wykonanie nadzoru w zespołowym działaniu, Wydawnictwo Prawnicze, Warszawa 1972.
- Teorie i formy winy w prawie karnym, Wydawnictwo Prawnicze, Warszawa 1980
- Odpowiedzialność karna lekarza, Wydawnictwa Uniwersytetu Warszawskiego, Warszawa 1991